# هيو جونز
هيو جونز (بالإنجليزية: Vaughan Jones)‏ (8 سبتمبر 1959 في المملكة المتحدة - ) هو لاعب كرة قدم بريطاني في مركز الدفاع. شارك مع منتخب ويلز تحت 21 سنة لكرة القدم. أما مع النوادي، فقد لعب مع كارديف سيتي ونادي بريستول روفيرز ونادي جامعة كارديف ميتروبوليتان ونيوبورت كونتي ونادي باث سيتي ونادي تشيلتنهام تاون لكرة القدم.